# 久慈愛
久慈 愛（くじ あい、2005年10月9日 - ）は、日本のモデル。兵庫県出身。
父親は阪神タイガースと中日ドラゴンズで選手として活動した久慈照嘉である。

## 出演

### 広告
- 第95回選抜高等学校野球大会センバツ応援イメージキャラター